# Żółty szlak w Lesie Łagiewnickim
 Żółty szlak w Lesie Łagiewnickim - żółty znakowany szlak turystyczny pieszy o długości  8 km przebiegający przez Las Łagiewnicki w Łodzi.

## Przebieg
- Łódź
  - ul. Łagiewnicka
  - wiadukt kolejowy
  - ul. Żucza
  - ul. Krasnoludków
  - staw w Arturówku I
  - ul. Skrzydlata
  - staw w Arturówku II
  - ul. Studencka
  - rezerwat przyrody "Las Łagiewnicki"
  - Góra Trejmera
  - Sanatorium
  - ul. Wycieczkowa
  - Kościelna Góra
  - ul. Wycieczkowa
  - ul. Okólna